# Helma Sanders-Brahms
Helma Sanders-Brahms, född 20 november 1940 i Emden i Ostfriesland, död 27 maj 2014 i Berlin, var en tysk filmregissör, manusförfattare och producent. Hon är mest känd för filmen Tyskland bleka moder från 1980.

## Liv och verksamhet
Sanders-Brahms föddes under andra världskriget och växte upp i efterkrigstidens Västtyskland, vilket har lämnat spår i hennes spel- och dokumentärfilmer. Hon tillhörde samma generation tyska filmare som Fassbinder, Werner Herzog, Margarethe von Trotta och Edgar Reitz.
Helma Sanders-Brahms gick 1960–1961 en skådespelarutbildning på Schauspielschule i Hannover. Därefter studerade hon tysk och engelsk språk- och litteraturvetenskap i Köln och praktiserade vid radion, arbetade som TV-hallåa och fotomodell. I slutet av 1960-talet lärde hon känna Pasolini och arbetade under en kortare period med honom i Italien. År 1969 började hon regissera, skriva och producera egna filmer. Hon regisserade senare även radioteater och skrev essäer och böcker.
Hon tilldelades den franska orden Ordre des Arts et des Lettres och var invald i Akademie der Künste i Berlin. År 2013 utsågs hon till hedersdoktor för konstnärliga fakulteten vid Göteborgs universitet.

## Filmografi i urval
- 1971 Die industrielle Reservearmee (Den industriella reservarmén), dokumentär om utländska arbetares situation i Tyskland.
- 1975 Erdbeben in Chili (Jordskalvet i Chile), TV-film efter en novell av Heinrich von Kleist.
- 1976 – Shirins bröllop
- 1977 – Heinrich, spelfilm om Heinrich von Kleist. Filmen fick Deutscher Filmpreis som Bästa film.
- 1980 – Tyskland bleka moder
- 1986 – Laputa
- 1987 Hermann mein Vater (Herman min far), dokumentär.
- 1995 Jetzt leben – Juden in Berlin (Leva nu – judar i Berlin) dokumentär.
- 1996 Mein Herz - Niemandem!, en spelfilm om mötet mellan de båda expressionistiska diktarna Else Lasker-Schüler och Gottfried Benn.
- 2008 Geliebte Clara (Kära Clara) spelfilm om Clara Schumann.